# Nigel Gray
Nigel Gray (1947 – 30 de julio de 2016) es un productor discográfico británico. Algunos de los álbumes que ha producido son: Outlandos d'Amour (1978), Reggatta de Blanc (1979) o Zenyatta Mondatta (1980) de The Police; Kaleidoscope (1980) y Juju (1981) de Siouxsie And The Banshees, además de cinco discos de Godley & Creme.

## Surrey Sound Studio
Gray, en 1974 Gray montó un estudio capaz de hacer grabaciones en cuatro pistas en Leatherhead, Inglaterra al que llamó Surrey Sound Studios. En 1977 pasó a ser un estudio con capacidad de grabar 16 pistas, por lo que una de sus primeras grabaciones fue el álbum debut de The Police Outlandos d'Amour. En 1979 consiguió una grabadora de 24 pistas, por lo que The Police, Siouxsie & The Banshees y Godley & Creme grabaron allí. También se grabaron allí álbumes de The Professionals, Girls School, Hazel O'Connor y The Eurogliders.

## Trabajos
- The Police
- Siouxsie And The Banshees
- Godley & Creme
- Polyphonic Size